# Verbascum oreophilum
Verbascum oreophilum là một loài thực vật có hoa trong họ Huyền sâm. Loài này được C. Koch miêu tả khoa học đầu tiên.